# X Window System
Системата X Window версия 11 (X Window System, X11 или само X) е графичен потребителски интерфейс, създаден като част от проекта „Атина“ в MIT. Числото 11 е номерът на версията. Предишните версии на X (с изключение на 10 за кратко време) не са използвани. Това е най-често срещаната дисплейна система в Linux системите.
Протоколът е клиент – сървър протокол. Сървърът е отговорен за показването на съдържание на екрана, докато клиент е програма, която иска да използва дисплея. Клиентът може да работи и на друг компютър. Протоколът X11 определя само относително ниски нива на връзката. Той не се занимава с въпроси като външния вид и поведението на прозорците. На системи, използващи X11, това се извършва от самите програми или обикновено в библиотеки с инструменти като GTK+ и Qt. Също така той не предоставя пълен графичен интерфейс и обикновено са изградени допълнителни интерфейси като например KDE, GNOME и Xfce.
X е създаден в Масачузетския технологичен институт през 1984 г. Настоящата версия, X11, се появява през септември 1987 г.
Текущата реализация е достъпна като свободен софтуер под MIT лиценз и подобни безплатни лицензи.